# Lindsay Lee-Waters
Lindsay Lee-Waters (Oklahoma City, 28 juni 1977) is een voormalig tennisspeelster uit de Verenigde Staten van Amerika. Zij begon op achtjarige leeftijd met tennis en haar favoriete ondergrond is gravel. Zij was actief in het proftennis van 1994 tot en met 2017.
Op 1 april 1996 bereikte Lee de 33e positie op de WTA-ranglijst in het enkelspel.
Lee wordt getraind door haar echtgenoot Heath Waters, eigenaar van de Ace Tennis Academy in Atlanta. Op 7 maart 2000 traden zij in het huwelijk – zij hebben twee kinderen.

## Posities op deWTA-ranglijst
Positie per einde seizoen:
| jaar | rang enkelspel | rang dubbelspel |
| ---- | -------------- | --------------- |
| 1994 | 303            | 496             |
| 1995 | 47             | 234             |
| 1996 | 107            | 148             |
| 1997 | 134            | 112             |
| 1998 | 185            | 88              |
| 1999 | 336            | 114             |
| 2000 | 261            | 265             |
| 2001 | 533            | 708             |
| 2002 | 121            | 234             |
| 2003 | 136            | 300             |
| 2004 | 82             | 149             |
| 2005 | 136            | 155             |
| 2006 | 612            | –               |
| 2007 | 455            | 220             |
| 2008 | 324            | 241             |
| 2009 | 192            | 153             |
| 2010 | 186            | 140             |
| 2011 | 376            | 116             |
| 2012 | –              | 89              |
| 2013 | –              | 349             |
|      |                |                 |
| 2016 | 1002           | –               |

## Resultaten grandslamtoernooien
| Legenda | Legenda                          |
| ------- | -------------------------------- |
| g.t.    | geen toernooi gehouden           |
| l.c.    | lagere categorie                 |
| –       | niet deelgenomen                 |
| G       | uitgeschakeld in de groepsfase   |
| 1R      | uitgeschakeld in de eerste ronde |
| 2R      | uitgeschakeld in de tweede ronde |
| 3R      | uitgeschakeld in de derde ronde  |
| 4R      | uitgeschakeld in de vierde ronde |
| KF      | uitgeschakeld in de kwartfinale  |
| HF      | uitgeschakeld in de halve finale |
| F       | de finale verloren               |
| W       | het toernooi gewonnen            |
| w-v     | winst/verlies-balans             |

### Enkelspel
| toernooi        | 1995 | 1996 | 1997 |    | 2003 | 2004 | 2005 |
| --------------- | ---- | ---- | ---- | -- | ---- | ---- | ---- |
| Australian Open | –    | 1R   | 2R   | 1R | 2R   | 2R   |      |
| Roland Garros   | –    | 1R   | –    | 1R | 1R   | –    |      |
| Wimbledon       | 2R   | –    | –    | 1R | 1R   | –    |      |
| US Open         | 2R   | 1R   | 1R   | –  | 2R   | 1R   |      |

### Vrouwendubbelspel
| Australian Open | –  | –  | –  | 2R | 1R | –  | –  | –  | –  | –  |
| Roland Garros   | –  | 1R | –  | 1R | –  | –  | 1R | –  | –  | –  |
| Wimbledon       | –  | –  | –  | 1R | –  | –  | –  | –  | 1R | 1R |
| US Open         | 1R | 2R | 1R | 1R | 1R | 1R | 1R | 1R | –  | 1R |

## Palmares

### WTA-finaleplaatsen, enkelspel of dubbelspel
geen

### Gewonnen ITF-toernooien enkelspel
| nr. | finale     | toernooi            | dotatie | ondergrond    | tegenstandster in finale | score         |
| --- | ---------- | ------------------- | ------- | ------------- | ------------------------ | ------------- |
| 01. | 1995-01-29 | The Woodlands       | $10.000 | hardcourt     | Jody Yin                 | 6-4, 6-4      |
| 02. | 1995-03-05 | Miami               | $25.000 | hardcourt     | Tara Snyder              | 6-2, 6-3      |
| 03. | 1998-04-19 | Burbank / La Cañada | $25.000 | hardcourt     | Jolene Watanabe          | 6-4, 6-4      |
| 04. | 2000-01-16 | Boca Raton          | $10.000 | hardcourt     | Olga Blahotová           | 6-2, 3-6, 6-3 |
| 05. | 2002-09-22 | Columbus            | $75.000 | hardcourt     | Ashley Harkleroad        | 1-6, 6-1, 7-6 |
| 06. | 2002-10-13 | Hallandale Beach    | $25.000 | gravel        | Gisela Dulko             | 7-5, 3-6, 6-1 |
| 07. | 2003-10-12 | Lafayette           | $25.000 | gravel        | Natalie Grandin          | 6-2, 6-0      |
| 08. | 2003-12-07 | Palm Beach Gardens  | $50.000 | gravel        | Marta Marrero            | 6-3, 6-3      |
| 09. | 2004-02-08 | Rockford            | $25.000 | hardcourt (i) | Gisela Dulko             | 6-4, 7-5      |
| 10. | 2005-07-03 | Los Gatos           | $50.000 | hardcourt     | Carly Gullickson         | 6-4, 6-0      |
| 11. | 2009-05-03 | Charlottesville     | $50.000 | gravel        | Jekaterina Bytsjkova     | 6-3, 7-5      |

### Gewonnen ITF-toernooien dubbelspel
21 titels in de periode 1997–2012, waarvan vijf met Megan Moulton-Levy in 2010–2012.